# 安樂寺 (長野縣)
安樂寺是日本長野縣上田市別所温泉的一間曹洞宗寺院。其中八角三重塔属于飞鸟时代建筑风格。
其附近有别所温泉。寺院从天台宗到律宗、临济宗、曹洞宗等更换宗派，院内八角三重塔是现存唯一的八角塔。